# Тьебо, Леон
Леон Тьебо (фр. Léon Thiébaut; 19 ноября 1880, IX округ Парижа — 13 октября 1956, IX округ Парижа) — французский фехтовальщик, серебряный призёр летних Олимпийских игр 1900 в Париже.
Тьебо участвовал в трёх дисциплинах — шпага, рапира и сабля. В первом соревновании он дошёл до финала, но занял в нём только девятое место. В следующем он остановился лишь в четвертьфинале. В последнем Тьебо смог занять итоговую вторую позицию и выиграть серебряную медаль.